# Saint-Laurent-d’Aigouze
Saint-Laurent-d’Aigouze település Franciaországban, Gard megyében. Lakosainak száma 3651 fő (2022. január 1.). Saint-Laurent-d’Aigouze Saintes-Maries-de-la-Mer, Aigues-Mortes, Aimargues, Le Cailar, Marsillargues és Vauvert községekkel határos.

## Népesség
A település népessége az elmúlt években az alábbi módon változott:
| Lakosok száma | 1862 | 1730 | 2323 | 3152 | 3374 | 3458 | 3474 | 3536 | 3576 | 3651 |
|               | 1968 | 1982 | 1990 | 2006 | 2013 | 2015 | 2017 | 2019 | 2020 | 2022 |